# Letheobia toritensis
Espèce
Letheobia toritensis est une espèce de serpents de la famille des Typhlopidae. 

## Répartition
Cette espèce est endémique du Soudan du Sud.

## Étymologie
Son nom d'espèce, composé de torit et du suffixe latin -ensis, « qui vit dans, qui habite », lui a été donné en référence au lieu de sa découverte, la ville de Torit, la capitale de l'État de l'Équatoria-Oriental au Soudan du Sud.

## Publication originale
- Broadley & Wallach, 2007 : A review of East and Central African species of Letheobia Cope, revived from the synonymy of Rhinotyphlops Fitzinger, with descriptions of five new species (Serpentes: Typhlopidae). Zootaxa, no 1515, p. 31–68.